# Pont Kœnig
Le pont Kœnig est un pont franchissant la Saône à Lyon, en France. Il honore le militaire et homme politique français Pierre Kœnig (1898-1970), maréchal de France et compagnon de la Libération.

## Situation
C'est le seul pont de Lyon qui relie les 1er et 9e arrondissements. À l'ouest, côté 9e arrondissement, l'accès se fait à la jonction des quais Arloing et Chauveau. À l'est, côté 1er arrondissement, le pont débouche sur le quai Saint-Vincent face au fort Saint-Jean jouxtant le Grenier d'abondance.

## Histoire

### Premier pont (1745-1780): Pont de Serin ou d'Halincourt
Un premier pont, le pont Serin ou pont d'Halincourt (attesté en 1789) est construit par Degerando entre 1745 et 1749, pour le compte des hospices civils de Lyon, propriétaire de l'ouvrage.

### Deuxième pont en bois (années 1780)
Ce premier pont s'écroule en 1780 et remplacé par un pont en bois, composé de sept arches, qui est emporté à son tour par une débâcle de la Saône le 17 janvier 1789.

### Troisième pont en bois (1811-1968)
Le deuxième pont, qui n'a pas duré une décennie, est remplacé par un nouveau pont en bois large d'un peu plus de 9 m et constitué de cinq arches, construit à partir de 1811 sous la direction de l'ingénieur Kermengan et inauguré le 2 juillet 1815. En 1844, les cintres en bois, vétustes, sont remplacés par des arches en pierre. Très peu endommagé par les Allemands, il est rapidement rouvert après la guerre.
Incompatible avec les exigences de la circulation fluviale dans l'optique de l'aménagement de l'axe Rhin-Rhône, il est démoli en 1968.

### Quatrième pont (depuis 1972): pont Kœnig
Il est remplacé en 1972 par un nouveau pont en acier, le pont actuel, long de 108 m et constitué d'une seule arche. Ce pont est doté d'une chaussée de 14 m et deux trottoirs de 2,50 m. Le tablier métallique, en une seule pièce par assemblage sur place de 9 parties arrivées par la route, est spécialement fin pour ouvrir le futur gabarit de navigation tout en évitant un rehaussement des quais qui aurait créé des cours anglaises enfermant quelque peu les riverains. L'ancien pont de Serin est retiré de la circulation quelques minutes après la mise en circulation du pont Koenig à quelques mètres en amont, par le maire de Lyon Louis Pradel et l'ingénieur de la navigation. Le pont Serin est dynamité le 14 juillet 1971 (jour d'arrêt de la navigation).